# 다답

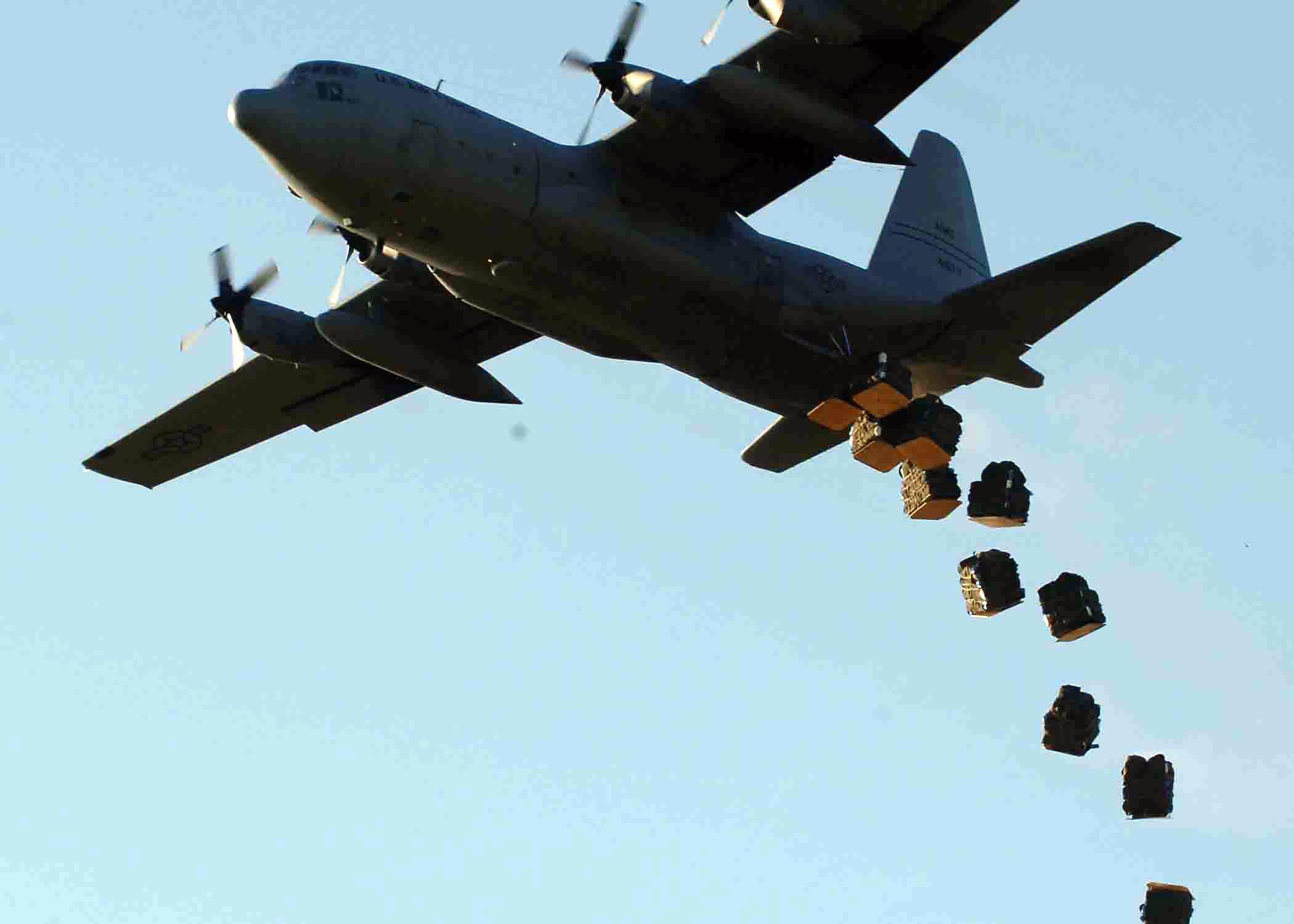
2006년 미국 공군 C-130 수송기가 다답 상공에서 텐트와 모기장을 투하하고 있다.

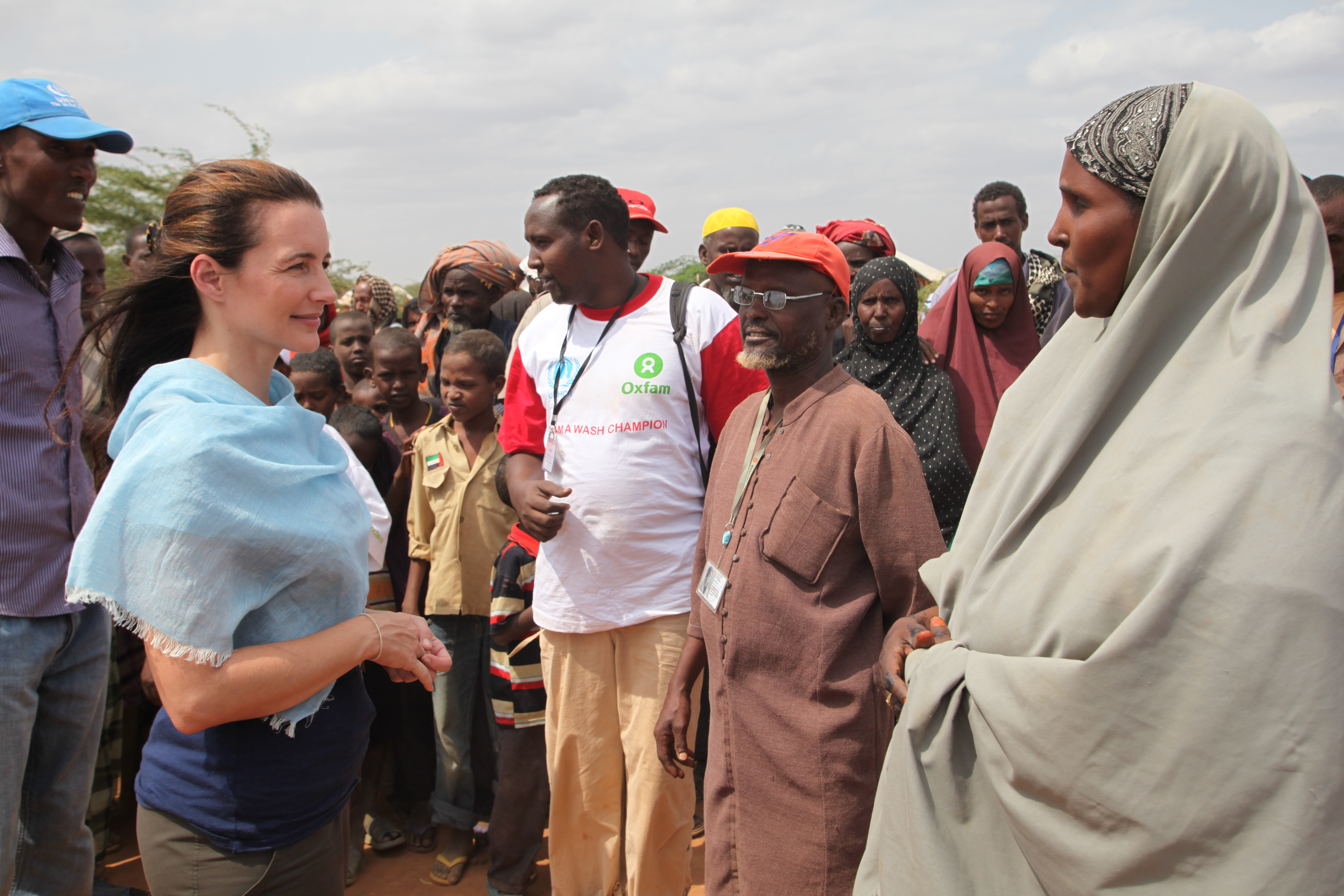
2011년 옥스팜의 명예대사 크리스틴 데이비스가 다답을 방문했다.

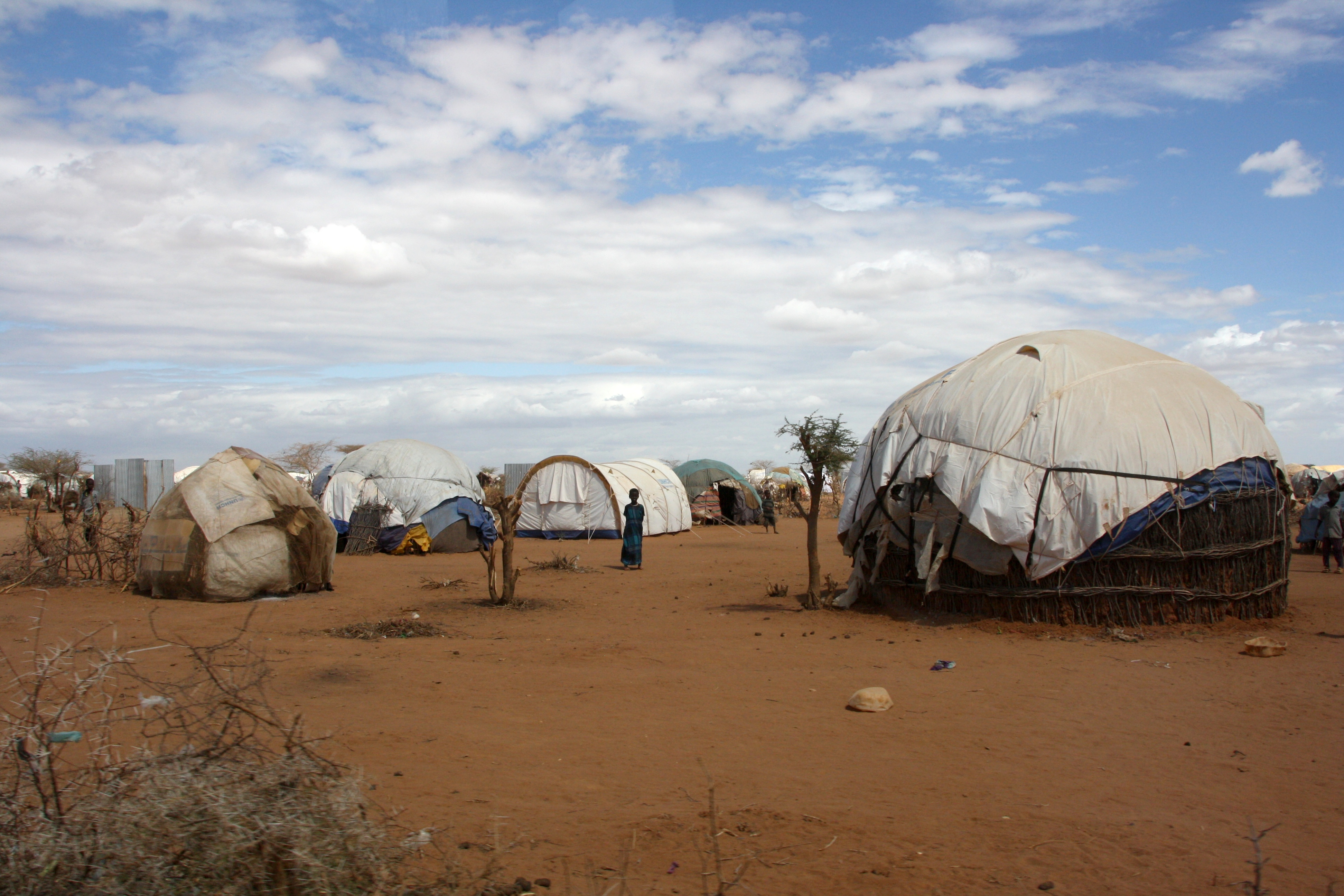
다답의 난민들은 UNHCR이 지급한 텐트에서 4명이 모여 산다.

다답(Dadaab)은 케냐의 가리사 현(Garissa County)에 위치한 마을이다. 세계 최대의 난민 수용소인 다답 난민 캠프(Dadaab refugee camp)가 위치해 있다.
2015년 10월 기준으로, 5개의 캠프에 329,811명의 소말리아 난민을 수용했다. UNHCR이 관리한다. 다답은 케냐-소말리아 국경에서 100 km 떨어져 있다. 가장 가까운 큰 마을은 가리사(Garissa)이다.

## 같이 보기
- 자타리 난민 캠프 - 세계 2위 규모의 난민 캠프, 세계 최대의 시리아 난민 수용소